# Poa fendleriana ssp. albescens
Poa fendleriana ssp. albescens là một phân loài cỏ trong họ hòa thảo, thuộc chi poa.